# Ferrovia Cadenazzo-Luino
La ferrovia Cadenazzo-Luino è una linea ferroviaria internazionale che collega il nodo ferroviario di Cadenazzo alla stazione di Luino. La linea è percorsa dalla linea S30 della rete celere del Canton Ticino.

## Storia
La linea fu aperta il 4 dicembre 1882 dalla società Gotthardbahn, la quale eserciva anche la ferrovia del S. Gottardo.
La linea fu progettata come itinerario merci per i treni provenienti dal traforo del Gottardo e diretti al porto di Genova, che potevano evitare il valico del Monte Ceneri e l'attraversamento di Milano.
Il 1º maggio 1909 la linea passò alle Ferrovie Federali Svizzere, insieme alle altre linee della Gotthardbahn.
L'elettrificazione della linea, parte dell'itinerario dalla Svizzera al porto di Genova, venne decisa da una convenzione italo-elvetica per il potenziamento delle linee internazionali stipulata nel 1955. Essa fu attivata l'11 giugno 1960.

## Percorso
| Continuation backward |

| Station on track |

| Unknown route-map component "CONTgq" | Unknown route-map component "ABZgr" |  |

| Stop on track |

| Station on track |

| Station on track |

| Stop on track |

| Stop on track |

| Unknown route-map component "GRZq" + Restricted border on track |

| 175,87 |
| 65,57  |

| Station on track |

| Station on track |

| Stop on track |

| Unknown route-map component "exCONTgq" | Unknown route-map component "eKRZ" | Unknown route-map component "exCONTfq" |

| Unknown route-map component "exCONTgq" | Unknown route-map component "eKRZo" | Unknown route-map component "exCONTfq" |

| Unknown route-map component "BHF+GRZq" |

| Continuation forward |